# Tomi Kallio
Tomi Kristian Kallio, född den 27 januari 1977 i Åbo i Finland, är en finländsk före detta ishockeyspelare, som länge spelade i Frölunda Indians. Innan Tomi kom till Frölunda spelade han i NHL och i finländska FM-ligan. Kallio avslutade sin karriär i TPS Åbo. Han spelade också för det finländska landslaget, där han medverkade i åtta VM till och med 2007, samt i OS 2002.

## Karriär

### Finland och USA
Hans moderklubb är TPS Åbo och han var fem år när han började spela ishockey.
Kallio stack över till NHL och Atlanta Thrashers år 2000. Hösten 2002 blev han bortbytt till Columbus Blue Jackets men med dem fick han bara göra 12 matcher innan han åter blev bortbytt till Philadelphia Flyers. Efter att ha bytt klubb två gånger under en halv säsong och dessutom inte fått tillräckligt förtroende och speltid i någon av klubbarna, fick Kallio nog och återvände till Europa i januari 2003 när han skrev på för Frölunda Indians.

### Frölunda Indians
Tomi Kallio var en stor publikfavorit i Scandinavium. Han hade tröjnummer 71 och spelade i förstakedjan 2003-2009 tillsammans med Niklas Andersson och Jonas Johnson.
Kallio kom till Frölunda Indians 2003 och inledde karriären där med att göra mål i sin debutmatch mot Djurgården. Totalt sett har han ända sen han började i Frölunda gjort 92 mål bara i grundserien, räknat från 2003 till och med säsongen 2006–07. Lägg därtill 26 mål i slutspelen 2003-2006 och 16 på försäsongerna 2003-2007. Sammantaget har han gjort 134 mål sedan han började spela i Frölunda Indians. Han är dessutom ensam om att ha gjort fyra mål i fler än en elitseriematch (två gånger) - vilket han dessutom gjorde med mindre än en månads mellanrum, hösten 2006.
Anledningen till att han har nummer 71 är att hans vanliga nummer 17 var upptaget av Alexander Steen när han kom till Frölunda. Då vände han helt enkelt på siffrorna och fick nummer 71.
Tomi blev säsongen 2006–07 framröstad som fansens lirare.

### Växjö Lakers
16 mars 2011 valde Frölunda att inte förlänga kontraktet med Tomi Kallio, som då blev kontraktslös. Han skrev då ett tvåårskontrakt med Växjö Lakers i Elitserien. Hans tid i klubben förlängdes därefter och i augusti 2014 blev Kallio klar som lagkapten för klubben. Kallio var sedan med under den efterföljande säsongen och tog Växjö Lakers första SM-guld någonsin.

## Privatliv
Vintern 2008 fick han en son, Wilmer, med sin hustru Sini.

## Meriter
- 1999 – SM-liiga guld med TPS Åbo
- 2000 – SM-liiga guld med TPS Åbo
- 2003 – SM-guld med Frölunda Indians
- 2005 – SM-guld med Frölunda Indians
- 2015 – SM-guld med Växjö Lakers

## Personliga meriter
- 2003 Flest assist SM-Slutspelet
- 2003 Flest mål SM-Slutspelet
- 2006 Flest mål Elitserien, 26 mål på 49 matcher
- 269 poäng på 280 tävlingsmatcher för Frölunda

## Klubbar
| Klubb                 | Tidsperiod  |
| --------------------- | ----------- |
| TPS Åbo               | 1995 – 2000 |
| Atlanta Thrashers     | 2000 – 2002 |
| Columbus Blue Jackets | 2002        |
| Philadelphia Flyers   | 2002        |
| Frölunda Indians      | 2003 – 2011 |
| Växjö Lakers          | 2011 – 2015 |
| TPS Åbo               | 2015 – 2018 |

## Statistik

### Klubbkarriär
| 1995–96      | TPS                   | FM-L         | 8   | 2   | 3   | 5   | 10  | 4   | 0  | 0  | 0  | 2  |
| 1996–97      | TPS                   | FM-L         | 47  | 9   | 10  | 19  | 18  | 8   | 2  | 0  | 2  | 2  |
| 1997–98      | TPS                   | FM-L         | 47  | 10  | 10  | 20  | 8   | 4   | 0  | 2  | 2  | 0  |
| 1998–99      | TPS                   | FM-L         | 54  | 15  | 21  | 36  | 20  | 10  | 3  | 4  | 7  | 6  |
| 1999–00      | TPS                   | SM-l         | 50  | 26  | 27  | 53  | 40  | 11  | 4  | 9  | 13 | 4  |
| 2000–01      | Atlanta Thrashers     | NHL          | 56  | 14  | 13  | 27  | 22  | —   | —  | —  | —  | —  |
| 2001–02      | Atlanta Thrashers     | NHL          | 60  | 8   | 14  | 22  | 12  | —   | —  | —  | —  | —  |
| 2002–03      | Atlanta Thrashers     | NHL          | 5   | 0   | 2   | 2   | 4   | —   | —  | —  | —  | —  |
| 2002–03      | Columbus Blue Jackets | NHL          | 12  | 1   | 2   | 3   | 8   | —   | —  | —  | —  | —  |
| 2002–03      | Philadelphia Flyers   | NHL          | 7   | 1   | 0   | 1   | 2   | —   | —  | —  | —  | —  |
| 2002–03      | Frölunda HC           | Elitserien   | 10  | 6   | 8   | 14  | 10  | 16  | 8  | 8  | 16 | 14 |
| 2003–04      | Frölunda HC           | Elitserien   | 50  | 24  | 17  | 41  | 54  | 10  | 5  | 8  | 13 | 6  |
| 2004–05      | Frölunda HC           | Elitserien   | 50  | 18  | 19  | 37  | 24  | 14  | 7  | 6  | 13 | 6  |
| 2005–06      | Frölunda HC           | Elitserien   | 49  | 26  | 25  | 51  | 68  | 17  | 6  | 9  | 15 | 32 |
| 2006–07      | Frölunda HC           | Elitserien   | 55  | 18  | 36  | 54  | 103 | —   | —  | —  | —  | —  |
| 2007–08      | Frölunda HC           | Elitserien   | 54  | 27  | 20  | 47  | 54  | 7   | 1  | 4  | 5  | 6  |
| 2008–09      | Frölunda HC           | Elitserien   | 55  | 19  | 15  | 34  | 95  | 11  | 4  | 5  | 9  | 6  |
| 2009–10      | Frölunda HC           | Elitserien   | 55  | 18  | 22  | 40  | 40  | 7   | 2  | 6  | 8  | 6  |
| 2010–11      | Frölunda HC           | Elitserien   | 55  | 12  | 18  | 30  | 36  | —   | —  | —  | —  | —  |
| 2011–12      | Växjö Lakers          | Elitserien   | 43  | 12  | 17  | 29  | 18  | —   | —  | —  | —  | —  |
| 2012–13      | Växjö Lakers          | Elitserien   | 55  | 12  | 17  | 29  | 18  | —   | —  | —  | —  | —  |
| 2013–14      | Växjö Lakers          | SHL          | 55  | 11  | 22  | 33  | 12  | 8   | 0  | 3  | 3  | 2  |
| 2014–15      | Växjö Lakers          | SHL          | 51  | 8   | 17  | 25  | 16  | 18  | 1  | 4  | 5  | 8  |
| Liiga totalt | Liiga totalt          | Liiga totalt | 206 | 62  | 71  | 133 | 96  | 37  | 9  | 15 | 24 | 14 |
| NHL totalt   | NHL totalt            | NHL totalt   | 140 | 24  | 31  | 55  | 48  | —   | —  | —  | —  | —  |
| SHL totalt   | SHL totalt            | SHL totalt   | 637 | 211 | 253 | 464 | 548 | 108 | 34 | 53 | 87 | 86 |

### Internationellt
| År            | Lag           | Turnering     | Matcher | Mål | Assists | Poäng | Utv |
| ------------- | ------------- | ------------- | ------- | --- | ------- | ----- | --- |
| 1996          | Finland       | JVM           | 6       | 2   | 2       | 4     | 2   |
| 1997          | Finland       | JVM           | 6       | 5   | 4       | 9     | 2   |
| 1999          | Finland       | VM            | 10      | 1   | 2       | 3     | 0   |
| 2000          | Finland       | VM            | 9       | 2   | 5       | 7     | 0   |
| 2001          | Finland       | VM            | 9       | 4   | 1       | 5     | 6   |
| 2002          | Finland       | OS            | 4       | 1   | 2       | 3     | 2   |
| 2002          | Finland       | VM            | 9       | 3   | 2       | 5     | 6   |
| 2003          | Finland       | VM            | 7       | 3   | 3       | 6     | 2   |
| 2004          | Finland       | VM            | 7       | 2   | 5       | 7     | 0   |
| 2005          | Finland       | VM            | 7       | 1   | 2       | 3     | 4   |
| 2006          | Finland       | VM            | 9       | 4   | 2       | 6     | 2   |
| 2007          | Finland       | VM            | 9       | 1   | 2       | 3     | 33  |
| Junior totalt | Junior totalt | Junior totalt | 12      | 7   | 6       | 13    | 4   |
| Senior totalt | Senior totalt | Senior totalt | 80      | 22  | 26      | 48    | 55  |